# Tatiči
Tatiči (japonsko 万引き家族, Hepburn Manbiki Kazoku) je japonski dramski film iz leta 2018, ki ga je režiral, zanj napisal scenarij in ga montiral Hirokazu Koreeda. V glavnih vlogah nastopata Lily Franky in Sakura Ando. Zgodba prikazuje nebiološko družino, ki se z revščino spopada s pomočjo kraje.
Film je bil premierno prikaz 13. maja 2018 na Filmskem festivalu v Cannesu, kjer je dobil glavno nagrado zlato palmo. Na Japonskem je bil premierno prikazan 8. junija istega leta in postal uspešnica, tako finančno z več kot 72 milijona USD prihodkov, kot tudi pri kritikih. Osvojil je tri nagrade Mainiči, tudi za najboljši film, azijsko pacifistko nagrado za najboljši film, nominiran pa je bil za oskarja za najboljši tujejezični film in zlati globus v isti kategoriji.

## Vloge
- Lily Franky kot Osamu Šibata
- Sakura Ando kot Nobujo Šibata
- Maju Macuoka kot Aki Šibata
- Kairi Džo kot Šota Šibata
- Kirin Kiki kot Hacue Šibata
- Miju Sasaki kot Juri Hojo/Juri/Rin
- Sosuke Ikemacu kot 4 ban-san
- Naoto Ogata kot Juzuru Šibata
- Joko Moriguči kot Joko Šibata
- Aju Makita kot Sajaka Šibata
- Juki Jamada kot Jasu Hojo
- Moemi Katajama kot Nozomi Hojo
- Kengo Kora kot Takumi Maezono
- Čizuru Ikevaki kot Kie Mijabe
- Akira Emoto kot Joricugu Kavado